# 博萊灣
54°27′S 3°21′E / 54.450°S 3.350°E
博萊灣是南極洲的海灣，位於鮑威特島西岸，入口處是諾維吉亞角南部，德國探險隊在1898年首次繪入地圖，挪威探險隊在1927年12月把該海灣命名。